# Коне (Италия)
 Тази статия е за общината в Северна Италия.  За семейството бозайници вижте Коне.  За котдивоарския футболист вижте Бакари Коне.
Ко̀не (на италиански и на френски: Cogne, но произношено на френски Кон) е община в Северна Италия, автономен регион Вале д'Аоста. Разположена е на 1554 m надморска височина. Населението на общината е 1439 души (към 2012 г.).
Административен център на общината е село Вьоя (Veulla).